# Hélène Lefebvre
Hélène Lefebvre (París, 26 de febrero de 1991) es una deportista francesa que compite en remo.
Ganó dos medallas en el Campeonato Europeo de Remo, en los años 2018 y 2020. Además, obtuvo una medalla de plata en el Campeonato Mundial de Remo en Sala de 2020.
Participó en dos Juegos Olímpicos de Verano, ocupando el quinto lugar en Río de Janeiro 2016 y el octavo en Tokio 2020, en la prueba de doble scull.

## Palmarés internacional
| Campeonato Europeo | Campeonato Europeo    | Campeonato Europeo | Campeonato Europeo |
| Año                | Lugar                 | Medalla            | Prueba             |
| ------------------ | --------------------- | ------------------ | ------------------ |
| 2018               | Glasgow (Reino Unido) | Medalla de oro     | Doble scull        |
| 2020               | Poznań (Polonia)      | Medalla de bronce  | Doble scull        |

| Campeonato Mundial | Campeonato Mundial | Campeonato Mundial | Campeonato Mundial |
| Año                | Lugar              | Medalla            | Prueba             |
| ------------------ | ------------------ | ------------------ | ------------------ |
| 2020               | París (Francia)    | Medalla de plata   | 2000 m             |